# Antonio Arrúe
Pour les articles homonymes, voir Arrue.
Antonio Arrúe Zarauz, né le 26 mars 1903 à Asteasu et mort le 16 novembre 1976 à Saint-Sébastien, est un écrivain, avocat et académicien basque espagnol de langue basque et espagnole.
Antonio Arrue fait ses études de premier cycle au collège de Lekaroz en Navarre, et le droit à l'université d'Oviedo dans la province des Asturies. Il commence à écrire en basque en 1932.
Antonio Arrúe est d'abord président de la Junta carlista de guerra (Conseil de guerre carliste) (1937), membre du conseil suprême et de la Députation permanente de la dite Communion, et du Conseil royal carlistes, impliqué dans de nombreux événements politiques. En tant qu'avocat, il est conseiller juridique auprès de plusieurs firmes conseils, sociétés, coopératives et associations.
Il est chef régional de la Communion traditionaliste du Guipuscoa pendant plus de quinze ans, membre du Conseil national, académique et membre titulaire de l'Euskaltzaindia ou Académie de la langue basque. Antonio Arrúe est aussi directeur avec Angel Irigaray et Koldo Mitxelena du journal Egan et conseiller consultatif en philologie au séminaire Julio Urquijo. Gure Herria le classa comme le meilleur orateur bascophone de son époque. 
Ses conférences ont été publiées dans des magazines tels que Egan, Euzko-Gogoa, Herria, Euskera, Zeruko Argia, El Fuerista, etc. Étudiant en histoire et sur la culture basque, il publie Unificación de la lengua vasca, Cuatro poetas vascos actuales, Cancionero popular carlista, El humor en la literatura vasca, San Sebastián y la Real Compañía Guipuzcoana de Caracas (1965) et Gastronomía Vasca. Antonio Arrúe édite et préface la quatrième édition du roman classique basque, Peru Abarca de Juan Antonio Moguel, et traduit en basque les contes d'écrivains étrangers, notamment ceux de Selma Lagerlöf ou de Molnar. Il est membre du comité du conseil d'administration de la faculté de Droit de Saint-Sébastien, du Grupo Doctor Camino de Historia Donostiarra ainsi que du groupe culturel Vicente Manterola.
En 1967, il est élu procureur aux Cortes du Guipuscoa. Antonio Arrúe signe en 1969, avec d'autres avocats de la même appartenance politique que lui, un manifeste afin d'interroger le gouvernement sur l'expulsion par l'Espagne de Javier de Borbón-Parma et de sa famille. Il vote négativement aussi, à la séance plénière du Parlement du 22 juillet de la même année, la nomination de Juan Carlos de Borbón comme le futur successeur du général Franco, en tant que roi.
Il meurt le 16 novembre 1976 à Saint-Sébastien. C'est après sa mort que ses œuvres seront publiées.

### Articles
- Jan-edanak, 1979, GAK.
- El bertsolari Bordel en el castillo donostiarra. 1823, 1971.

### Collection littéraire
- Idaztiak eta hitzaldiak, 2009, Euskaltzaindia.

### Bertso
- Gazi-gezak, Egan, 1956.